# Emilie Scotzniovsky
Emilie Scotzniovsky (* 22. Januar 1815 in Glatt; † 17. Januar 1856 in Baden-Baden) war eine deutsche Dichterin und Verlegerin.

## Leben
Emilie Scotzniovsky war die Tochter des Glatter Oberamtmanns Franz Jakob Mattes und seiner Frau Crescentia, geborene Haller. Das Oberamt war damals Teil des Fürstentums Hohenzollern-Sigmaringen, sein Sitz war das Wasserschloss Glatt.
An Heiligabend 1840 heiratete sie in Baden-Baden den verwitweten Buchdruckereibesitzer und Verleger Georg Scotzniovsky. Er war Herausgeber des Badwochenblatts für die Großherzogl. Stadt Baden und des Wochenblatts für die Großherzogliche Stadt Baden. Ersteres war ein Unterhaltungsblatt für die Badegäste der Stadt, in welchem aktuelle Gästelisten abgedruckt wurden, letzteres hatte die Funktion eines Amtsblatts für die einheimische Bevölkerung. Die Blätter sind Vorgänger des heutigen Badischen Tagblatts, dessen Redaktionsgebäude sich noch an derselben Stelle befinden wie die damalige Scotzniovsky’sche Buchdruckerei.
Ab 1842 veröffentlichte Emilie Scotzniovsky im Badwochenblatt erste Gedichte. Nach nur vier Ehejahren starb Georg Scotzniovsky und seine Witwe übernahm die Druckerei und den Verlag. 1845 erschien ihr erster Gedichtband im eigenen Verlag, ebenso ein Drama. Am 25. November 1852 heiratete sie in zweiter Ehe den aus Fulda stammenden Johann Hohmann, der als Geschäftsführer der Druckerei tätig war und das Geschäft durch die Hochzeit übernahm. Auch diese Ehe währte nur wenige Jahre, Emilie starb am 17. Januar 1856.

## Werk
Scotzniovskys lyrisches Werk besteht hauptsächlich aus Balladen, darunter auch Sagenballaden, die Sagen aus der Umgebung von Baden-Baden und ihrer Heimat aufgreifen. Erste Gedichte steuerte sie zum Badwochenblatt für die Großherzogl. Stadt Baden bei. 1845 gab sie ihre gesammelten Gedichte sowie ihr einziges Drama Ahasveros König der Assyrier im Selbstverlag heraus. Von den Sagenballaden aus ihrem Gedichtband nahm August Schnezler vier Stück in sein Badisches Sagen-Buch auf, wobei er jedoch einige Änderungen vornahm. Im Jahr 1848 gab Emilie Scotzniovsky ihre Lyrik zusammen mit dem Drama noch einmal in einem Band heraus, wobei der Gedichtteil deutlich erweitert wurde. Ein Rezensent bescheinigte ihr in den Blättern für literarische Unterhaltung einiges Talent bezüglich ihrer Balladen, das Drama wurde dagegen regelrecht verrissen.
Postum erschien schließlich noch eine reine Sagenballadensammlung, Die vierzehn Wandgemälde der neuen Trinkhalle zu Baden. Poetisch dargestellt von Emilie Scotzniovsky geb. Mattes. Die Balladen waren inspiriert von den 14 Fresken des Malers Jakob Götzenberger, die an der 1842 fertiggestellten neuen Trinkhalle angebracht sind. Sie zeigen Sagenmotive aus Baden-Baden und der näheren Umgebung und wurden bis ins 20. Jahrhundert von mehreren Autoren in Versform dargestellt.

## Veröffentlichungen
- Gedichte. Scotzniovsky. Baden-Baden 1845.
- Ahasveros König der Assyrier. Dramatisches Gemälde in 5 Akten. Scotzniovsky, Baden-Baden 1845.
- Gedichte. Nebst einem Anhang: Ahasveros König der Assyrier. Dramatisches Gemälde in 5 Akten. Scotzniovsky, Baden-Baden 1848.
- Die vierzehn Wandgemälde der neuen Trinkhalle zu Baden. Poetisch dargestellt von Emilie Scotzniovsky geb. Mattes. Scotzniovsky’sche Buchdruckerei J. Hohmann, Baden-Baden 1857.